# Église Saint-Marcel de Prémery
L'église Saint-Marcel, est une ancienne collégiale catholique (aujourd'hui église paroissiale) située à Prémery, dans le département de la Nièvre, en France.
Implantée au cœur de l'ancien bourg épiscopal et canonial, l'église Saint-Marcel se caractérise par son unité architecturale et ses proportions harmonieuses.

## Présentation
Unique vestige d'un possible petit quartier canonial, cette collégiale gothique est construite au tout début du XIIIe siècle avec quelques ajouts des XIVe et XVIe siècles (façade et chapelle).

L'église de Prémery ne peut avoir la prétention de compter au nombre des grands édifices gothiques du Nivernais et ne peut soutenir la comparaison avec la cathédrale de Nevers, Saint-Martin de Clamecy, ni même Saint-Pierre de Varzy. Sans transept et sans triforium elle impose cependant par ses dimensions une forte impression de solidité et de robustesse.
Elle est ouverte sur demande, les clés sont disponibles à la mairie.

## Historique

### Général
Les origines de l'église et du collège de chanoines de Prémery sont floues. On sait que l'évêque de Nevers possède le fief de Primeriacum depuis le IXe siècle et c'est probablement la charte de 1173, dans laquelle le comte Guy autorise l'évêque Bernard de Saint-Saulge à fortifier le bourg, qui accélère la présence épiscopale dans celui-ci.
En 1196, neuf clercs (Gilo, Gaufridus, Hugo de Varzy, Durannus, Isambardus de Trocconges, Martinus de Boona, Petrus de Luzy, Guillelmus Becherius, Hugo de Mingot) sont pourvus de prébendes par l'évêque Jean Ier et peuvent ainsi se regrouper en un collège de chanoines. D'après la Gallia, ce prélat aurait fondé l'établissement et aurait été inhumé dans le chœur de l'église cette même année. C'est sans doute autour de cette date que les travaux de l'édifice actuel sont lancés. Un lieu de culte roman existait sans doute à cet emplacement, en témoigne le chapiteau du XIe ou début XIIe siècle servant de piédestal au bénitier.
Via l'action de l'évêque Renaud Ier de Nevers, Prémery se voit dotée d'une charte de franchise en 1225 et poursuit son développement sous l'autorité des dignitaires de l'évêché qui se font construire un vaste château.

Dans les décennies suivantes, les mentions du chapitre de Prémery sont assez rares en dehors de quelques évocations : 

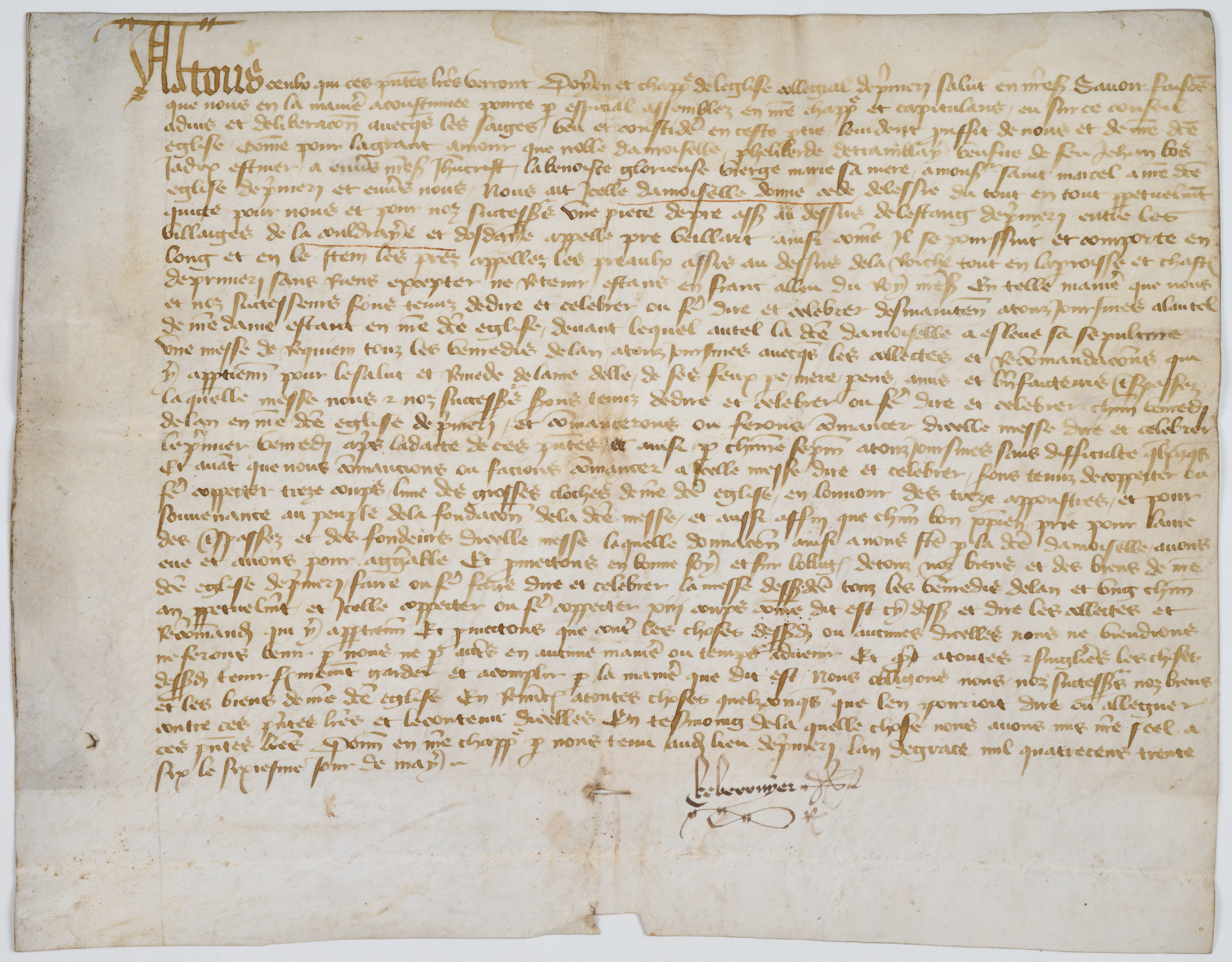
Acceptation par le chapitre de la donation de Philiberte du Tremblay en 1436.

- en octobre 1265, l'évêque Robert de Marzy juge un différend survenu entre les chanoines et le chanoine des morts[9] ;
- en 1281, quelques chanoines du chapitre et plusieurs habitants du bourg de Prémery sont évoqués dans le contrat de vente d'un pré[10] ;

- en novembre 1336, Pierre Bertrand de Colombier approuve la fondation de la chapelle de Notre-Dame en l'église de Prémery faite par le chanoine Tannier[9] ;
- en février 1337, ce même évêque reçoit les hommages de Pierre le Fèvre, chantre, et de Pierre de Prouille, écolâtre de la collégiale[11].

Le 6 mai 1436, Philiberte de Tremblay, veuve de Jean Bos, donne au chapitre de Prémery les prés Viellars situés au dessus de l'étang de Prémery, entre les villages de la Coudraye et d'Osdaye. En échange, les chanoines doivent célébrer tous les ans en l'autel de Notre-Dame de l'église de Prémery, devant lequel ladite Philiberte a élu sa sépulture, une messe de requiem les vendredi. Cette unique trace de donation faite à la collégiale est matérialisée par deux très jolis parchemins disponibles aux archives départementales de la Nièvre. 
En 1478, d'après les relevés du pouillé, le chapitre se compose de douze chanoines et d'un doyen. Au XVe siècle, il est indiqué que les religieux de la Charité, de Souvigny et deux chanoines de Prémery sont tenus d'assister à la grand messe de la cathédrale, le jour de Saint-Cyr, ainsi que les maîtres des hôpitaux de Saint-Antoine, Saint-Lazare et Saint-Didier.

### Nicolas Appleine
Ce chanoine de la collégiale meurt le 11 août 1466, il est enterré dans le chœur, à gauche de l'autel. Très vite, et eu égard à sa vie très pieuse, des miracles sont constatés sur son tombeau.
C’est probablement lors de sa venue dans le Nivernais au cours des années 1470 que Louis XI a eu connaissance des vertus de Nicolas Appleine.
Quelques années plus tard, le roi se fait envoyer la robe du chanoine (via sa soeur) en vue d’une guérison, il la retourne à l’évêque de Nevers, Pierre de Fontenay, le 17 mars 1481 en lui adressant ces mots : « De par le roy, notre ami et féal, nous vous mercions de ce que vous avez envoyé devers nous la bonne sœur du bon saint homme Nicolas. Nous envoyons présentement à ceux de Prémery un coffre où est la robe dudit bon saint homme. Si vous prions tant certes que le veuillez faire mettre en leur trésor, afin qu’il en soit à toujours mémoire et, s’il y en a aucuns qui y aient dévotion, qu’ils la montrent et en fassent ainsi que a été fait par ci devant, et vous nous ferez un singulier et agréable plaisir ».
Par la suite, le 14 mai 1483, le prélat prend une ordonnance par laquelle : 
- il reconnaît authentiques les miracles attribués au bienheureux Nicolas Appleine, dont il a pu, ajoute-t-il, reconnaître la vertu et la sainteté ;
- il annonce l'érection d'un autel à la tête de son tombeau à la demande de Louis XI ;
- il établit une confrérie en son honneur et fixe la fête de ladite confrérie au 12 août, lendemain de la mort du bienheureux Nicolas, avec indulgences de quarante jours pour les confrères[17].

Entre 1484 et 1486, les chanoines de la collégiale s'efforcent de diffuser la dévotion et multiplier les adhésions à la confrérie en se déplaçant dans le diocèse de Nevers mais également dans les évêchés voisins. Le cardinal de Bourbon, chargé de l'administration du diocèse d'Autun, accorde, par une ordonnance du 22 juin 1486, des indulgences aux fidèles du diocèse d'Autun qui feraient partie de ladite confrérie. Jean Boyer, qui succède à Pierre de Fontenay, confirme le 25 septembre 1508 tout ce que son prédécesseur a fait en faveur du culte du bienheureux Nicolas Appleine ; il y fait mention des nouveaux miracles qui s'opèrent tous les jours sur son tombeau et manifeste son désir de travailler à sa canonisation.
En 1646, l'évêque Eustache de Chéry, fait déposer les ossements dans une nouvelle tombe avec cette inscription : Jacet hic bonoe memorioe et sanctoe vitoe Nicolaus Appleine, presbyter canonicus Premeriaci, qui ob crebra ejus miracula creditur beatus. Obiit XI Augusti anno 1466. In memoria oeterna erit justus. Monumentum hoc positum fuit cura Eustachii de Chery, episcopi Nivernensis anno 1646.
En 1731, le doyen Antoine Laisné, demande que les restes du bienheureux soient transférés dans un lieu plus décent (il semble que l'autel placé à la tête du tombeau gène durant les cérémonies). L'évêque Charles Fontaines des Montées, alors en visite pastorale se transporte à la collégiale le 2 mai, nomme deux chirurgiens pour constater l'état des ossements, et les retire de la caisse de plomb qui les contenait. Ces derniers sont ensuite déposés dans la sacristie, dans une armoire scellée du sceau épiscopal. Le 11 mai, en présence de l'évêque, les ossements sont placés dans un coffre en chêne placé dans la sacristie, en attendant qu'un nouvel autel soit achevé ce qui est fait en juillet de la même année.
Difficile de savoir si le hameau de la Chaume Saint-Nicolas (au sud du bourg sur la carte de Cassini) a un lien avec Nicolas Appleine, quelques érudits y évoquent la présence d'une chapelle où le corps du bienheureux aurait reposé entre 1483 et 1646.
C'est à cette époque (1792) que se partagent les terres des chaumes ; on en excepte expressément celle appelée « chaume Saint-Nicolas », qui a été depuis annexée à la promenade, mais reste aisément reconnaissable, grâce aux arbres plantés en forme de croix qui l'entourent. Les plus anciens du pays se souviennent avoir vu cet emplacement, qui servit sans doute de premier tombeau au bienheureux Nicolas Appleine, planté de buis et couvert de fleurs.

### Fouilles archéologiques
Dans le cadre de travaux menés dans la collégiale ou sur la place qui l'entoure, trois fouilles archéologiques sont menés en lien avec l'église :
- en février 1993, des sondages sont menés à l'extérieur du lieu de culte et mettent en évidence une partie de l'ancien cimetière (présence d'un petit ossuaire et d'éléments de sépultures) au niveau du clocher[22],[23] ;
- en novembre 1995, plusieurs sondages sont à nouveau effectués place de l'Eglise, ils révèlent notamment plusieurs sépultures (en pleine terre ou en cercueil) ainsi que trois sarcophages de la période mérovingienne dont deux ont été disposés à l'intérieur de l'église[24] ;
- en juillet 1999, une tranchée est creusée au chevet de l'église (pose d'une conduite de gaz), celle-ci ne révèle pas de sépulture mais quelques tuiles ressemblant à de la tegula romaine[25].

## Description

### Général
L'église comprend une nef de cinq travées, sans transept, terminée par une abside à sept pans, deux collatéraux, fermés par des murs droits et un clocher élevé sur la première travée occidentale du bas-côté sud. Une petite chapelle rectangulaire a été annexée à ce collatéral au cours du XVIe siècle, époque de laquelle date également la sacristie située entre l'abside et le mur de chevet du collatéral nord.

### Extérieur

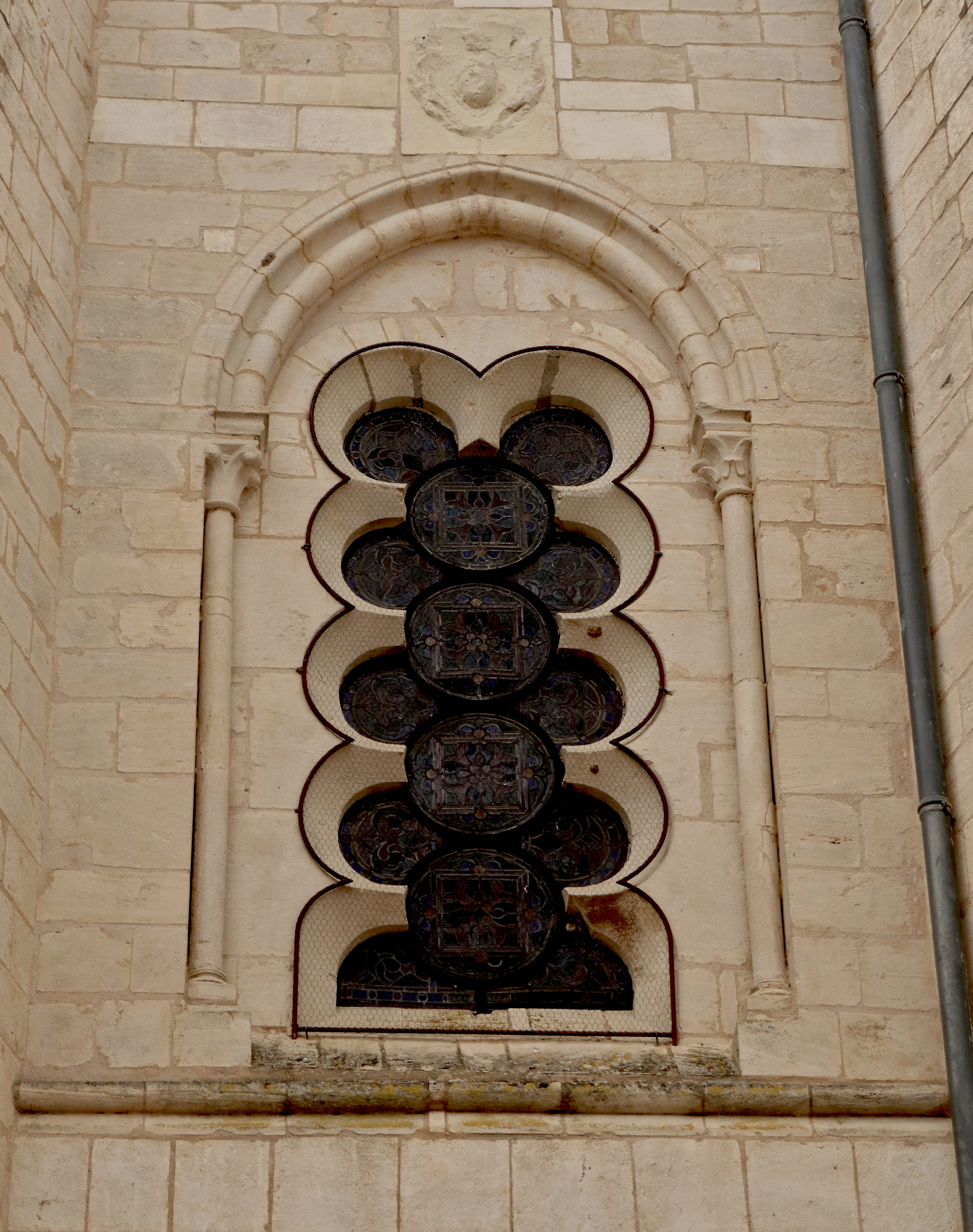
Baie axiale décalobée du chevet.

La façade est épaulée par quatre contreforts à glacis : deux aux extrémités, les deux autres au droit des grandes arcades ; ceux du côté sud sont un peu plus hauts, en raison de la tour dressée sur la première travée du bas-côté méridional. Au centre, s'ouvre une porte de modestes dimensions, dont l'archivolte en tiers-point, garni de deux tores, encadre l'arc trilobé sculpté sur le tympan et repose sur deux colonnettes couronnées de deux collerettes de feuilles de chêne et de vigne, logées dans les piédroits ; quatre corbeaux, placés au niveau de la clef de cet arc, décèlent l'existence d'un ancien porche en charpente du XVIIe siècle (d'après Soultrait, il est encore en place en 1858). Sur le petit bandeau qui coupe horizontalement la façade entre les contreforts centraux, s'appuie une grande fenêtre en tiers-point divisée en quatre petites formes surmontées d'un vaste remplage flamboyant. À la base du pignon très aigu, dont le parement est complètement nu, s'ouvre une petite baie rectangulaire.
Les façades latérales de la nef sont épaulées par des arcs-boutants à faible pente, dont la tête vient contrebuter un petit contrefort à glacis qui monte jusque sous la corniche ; peu élevés au-dessus du toit des bas-côtés, ils portent un chéneau qui se déverse par une gargouille et s'appuient sur la culée, coiffée d'une bâtière, faisant une forte saillie sur le mur des collatéraux. Sur un des contreforts sont ciselées les armoiries d'un évêque. Entre ces arcs s'ouvrent des fenêtres en tiers-point de la nef centrale et des bas-côtés, très simples et très étroites pour un édifice du XIIIe siècle. 

Deux portes donnent accès à la troisième travée des collatéraux : l'une au sud, encadrée par des colonnettes avec d'élégants chapiteaux ornés de crochets, qui portent un tympan (refait) entouré d'une archivolte en plein-cintre ; l'autre au nord, plus étroite, a son tympan tréflé du XIVe siècle abrité sous une voussure en tiers-point. Les tablettes des corniches reposent sur de petites arcatures renversées, formant des modillons séparés par des espèces de coquilles. 

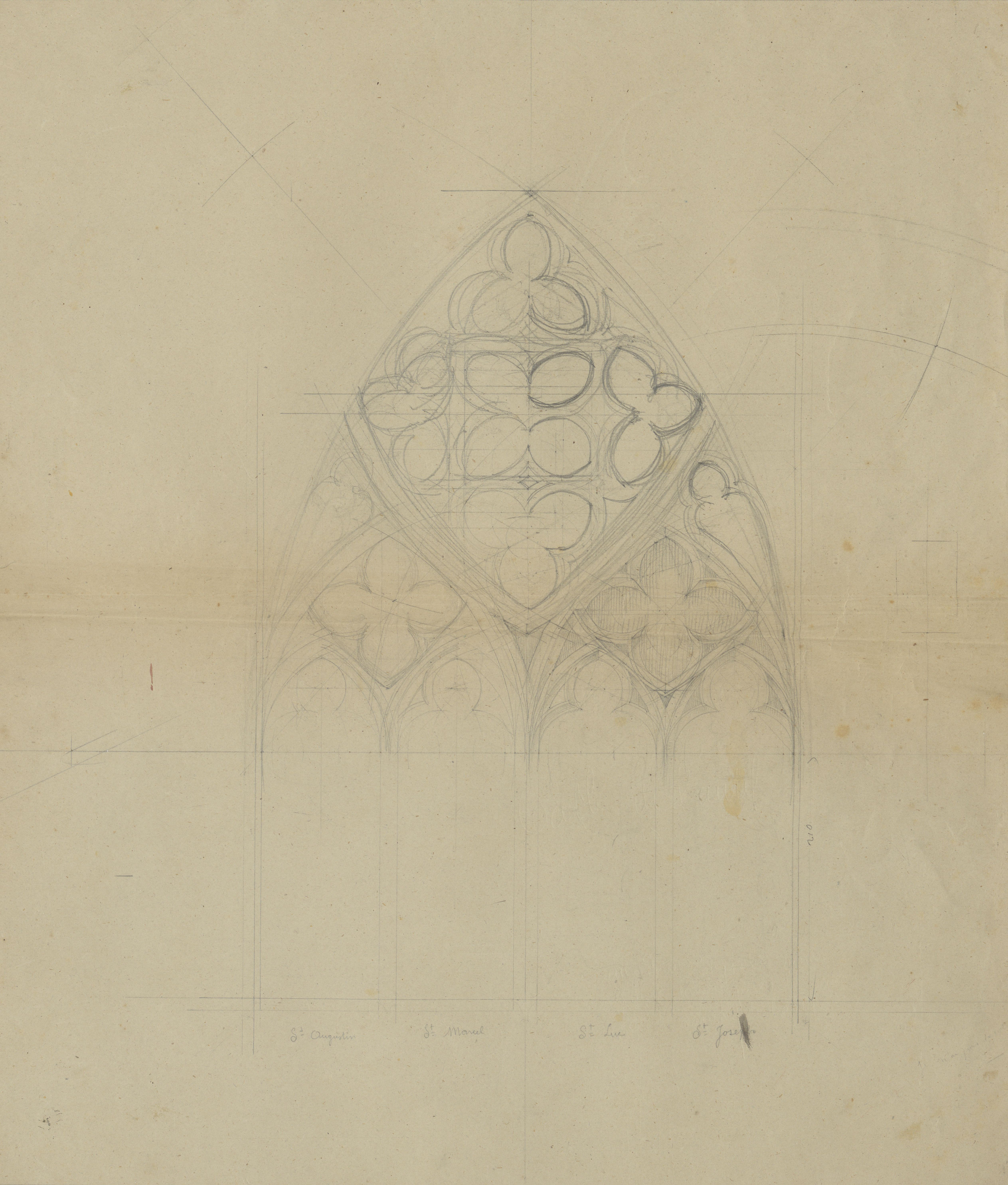
Croquis du vitrail de la façade, réalisé en 1869 par l'architecte Adolphe Bouveault.

Le chevet est épaulé par six étroits contreforts à retraites et glacis, placés aux angles formés par les pans, et les murs sont ajourés de deux rangées de fenêtres qui s'appuient sur de petits cordons toriques : celles de l'étage inférieur, très peu ébrasées, ont leur cintre légèrement brisé entouré d'une archivolte moulurée faisant retour sur le parement ; celles de l'étage supérieur sont encadrées d'élégantes colonnettes à chapiteaux de feuillages portant une voussure torique. 
La fenêtre axiale, plus large, retient l'attention par les grands redents qui, de chaque côté, découpent les piédroits formant ainsi, tout autour de la baie, un remplage assez singulier. Le toit à pans repose sur une corniche à modillons d'un type fréquent dans l'architecture bourguignonne.
Le clocher, dont le soubassement seul est ancien, se dresse à l'angle sud de la façade. Renforcé par quatre contreforts à retraites et glacis, avec une tourelle d'escalier au midi, éclairé par trois archères, ce soubassement est ajouré par une seule baie en arc brisé. À un niveau légèrement inférieur à celui de la corniche de la nef, un bandeau coupe le vaste parement nu des trois faces extérieures. Cette partie inférieure rectangulaire est couronnée par un imposant bandeau sur lequel s'appuient les baies géminées, en tiers-point, percées sur les quatre faces. Un gros cordon torique souligne l'étage supérieur dont les huit pans sont ajourés de petites baies de même forme. Sur une puissante corniche moulurée repose la pyramide en charpente. 
L'élévation extérieure de l'ancienne collégiale présente les mêmes caractères que l'ordonnance intérieure : mêmes formes massives, même plénitude des surfaces, même sobriété du décor. Malgré la présence des arcs-boutants au-dessus des toits des bas-côtés, elle fait songer par sa silhouette et sa plastique aux églises romanes édifiées au XIIe siècle en Bourgogne, plutôt qu'aux basiliques construites au XIIIe siècle dans le domaine royal.

### Intérieur

#### Le chevet

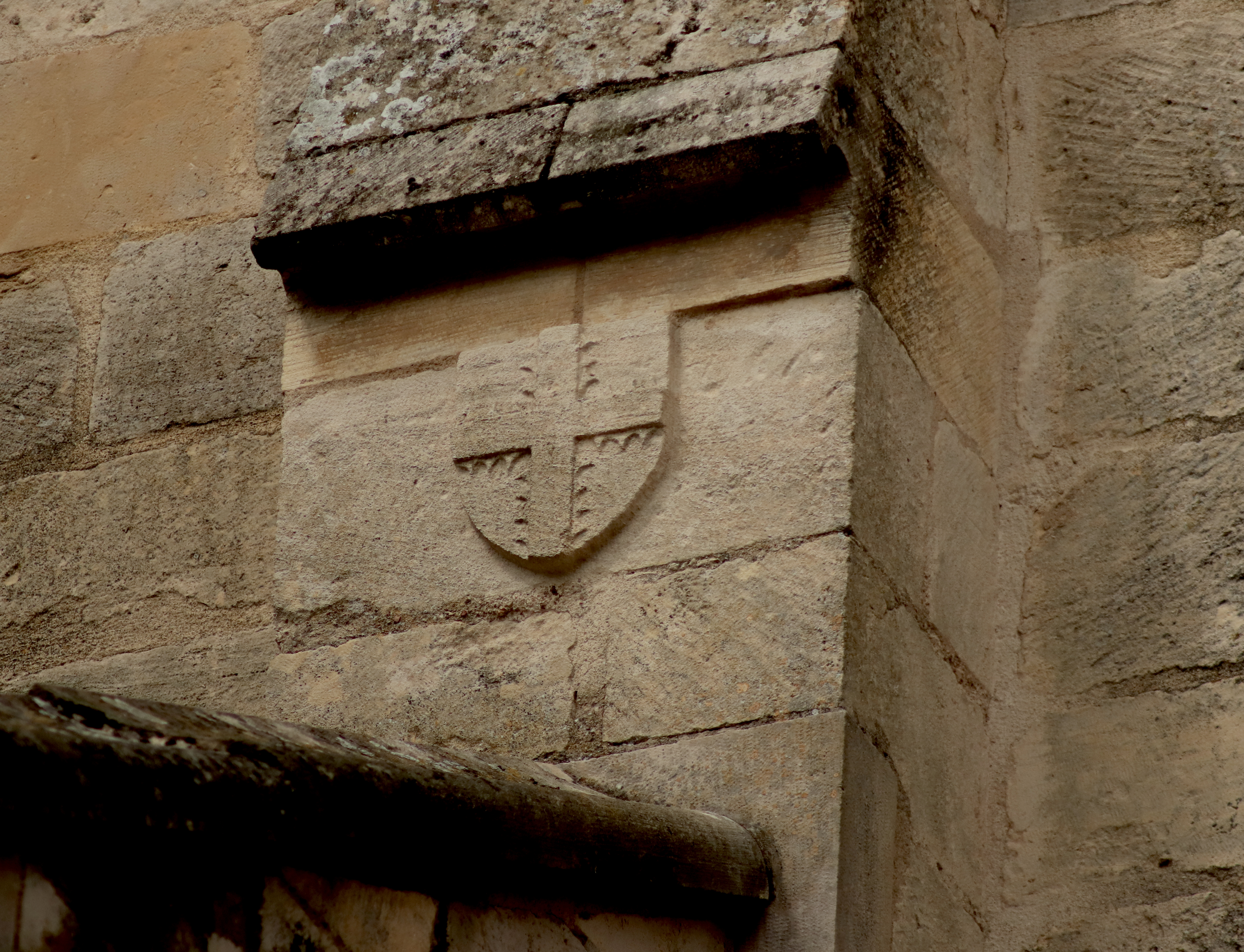
Blason de l'évêque Gervais de Châteauneuf (1222-1223), sur un contrefort.

Le chevet polygonal, construit le premier, présente l'ordonnance à deux étages ajourés par deux rangées de fenêtres au-dessus d'un soubassement décoré d'arcatures. Celles-ci se composent d'une série d'arcs, en tiers-point, à raison de deux par pan, bordés d'un tore et d'une gorge, reposant sur deux colonnettes d'angle et sur une troisième appliquée contre le milieu de la paroi ; les chapiteaux sont ornés de feuillages, de rosaces, de crochets et un des tailloirs est enrichi d'étoiles à quatre branches en relief. Entre ces petites arcades géminées, dans les angles formés par les pans de l'abside, sont logées trois élégantes colonnes destinées aux ogives et aux formerets de la voûte ; leurs bases, munies de griffes, présentent une moulure en larmier et elles sont ceinturées par le cordon, de même profil, qui règne sous l'appui des fenêtres de l'étage inférieur. Celles-ci, très ébrasées, sont encadrées d'un arc légèrement brisé, garni d'un tore retombant sur de minces colonnettes dont le socle s'appuie sur le cordon.
Une seule assise sépare la clef de ces arcs de l'autre bandeau, qui prolonge les moulures du tailloir des colonnes correspondant aux retombées des ares de la voûte, et souligne l'étage supérieur ajouré par une rangée de fenêtres de même forme et de mêmes dimensions que les précédentes, percées dans les lunettes de la voûte. Également encadrées par des arcs en tiers-point moulurés, retombant sur de fines colonnettes, elles sont abritées sous des formerets très surhaussés. La fenêtre axiale a les jambages garnis de cinq redents de chaque côté, ce qui lui donne un aspect assez singulier. Les huit nervures de la voûte reposent sur les colonnes couronnées de chapiteaux à crochets avec tailloirs rectangulaires assez hauts, profilés de baguettes, cavets et bandeaux. Elles présentent un tore entre deux cavets et aboutissent à une très petite clef ornée de feuillages, avec des têtes sculptées dans les angles formés par les ogives. L'arc triomphal est formé de deux rouleaux élégis de deux cavets et, à l'intrados, de deux boudins séparés par une gorge. Il retombe de chaque côté sur un massif de maçonnerie entouré d'une colonne engagée et de six colonnettes à chapiteaux ornés de crochets ; tous ces fûts sont ceinturés de moulures prolongeant le tailloir des chapiteaux des piles de la nef.
Cette abside basse et large, élevée dans les premières années du XIIIe siècle, ne présente pas les passages inférieur et supérieur pratiqués au niveau des fenêtres des églises gothiques de Bourgogne, de Saint-Cyr de Nevers, de Saint-Martin de Clamecy et de Saint-Pierre de Varzy. Il est permis de penser que c'est l'œuvre d'un chantier de province qui ne connaît guère le style bourguignon, alors que l'architecture des deux dernières travées de la nef, construites au cours d'une seconde campagne, offre quelque analogie avec celle de la nef de Nevers.

#### La nef
La nef présente également l'élévation à deux étages : grandes arcades et fenêtres hautes, avec des variantes dans la forme des supports et le profil des arcs correspondant aux différentes campagnes. Les piliers, cylindriques et trapus, sont cantonnés de quatre colonnes engagées : deux sous l'intrados des arcades, les deux autres sous les doubleaux des voûtes de la nef et des bas-côtés. Celle qui fait face à la nef et monte jusqu'à la voûte, est flanquée de deux colonnettes partant du tailloir du pilier pour recevoir les ogives ; toutes trois sont appliquées sur un dosseret commun. En raison de la présence du clocher sur la première travée du collatéral sud, le support de ce côté, entre la première et la deuxième travée est plus volumineux : c'est une grosse pile ronde cantonnée de quatre colonnes sur dosseret, encadrées de deux colonnettes ; ces fûts, vis-à-vis de la nef, ne portent rien car la voûte est très en retrait. De même le support adossé, de ce côté, à la façade est formé d'un épais massif semi-circulaire flanqué d'une demi-colonne sur dosseret et de quatre petits fûts, alors qu'au nord le massif est plus mince et flanqué seulement de deux colonnettes.

Alors que dans les travées voisines du chœur, les bases présentent un tore supérieur creusé d'un onglet, séparé du tore inférieur légèrement aplati par un large cavet, dans les travées occidentales les deux tores sont superposés, celui du dessus étant formé d'une baguette et d'un cavet. Celles des colonnes adossées à la façade sont profilées de deux tores collés l'un sur l'autre : celui du dessus mouluré, celui du dessous aplati. Les socles rectangulaires ou polygonaux sont élégis d'un cavet.

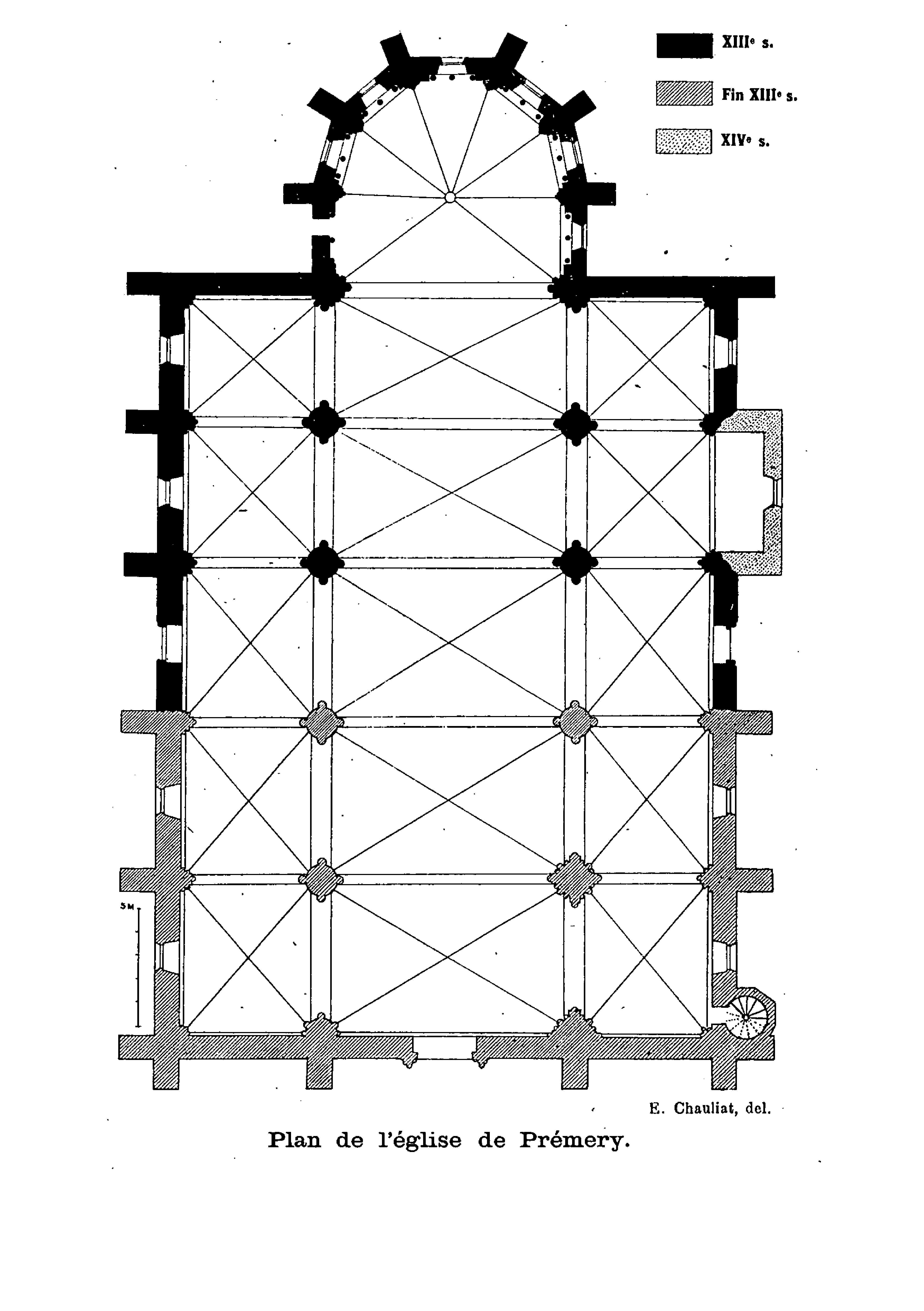
Collégiale de Prémery, plan au sol.

Les chapiteaux sont ornés de larges feuilles s'enroulant à leur extrémité, parfois très découpées du côté nord, ou de crochets plus ou moins saillants au-dessus de l'astragale formé d'un petit tore aplati au-dessus d'un étroit bandeau ; seule la corbeille, entre la première et la deuxième travée septentrionale, est restée nue. Les tailloirs polygonaux ou rectangulaires, fortement saillants dans les travées voisines du chœur, présentent une grosse moulure en larmier, qui produit une ombre très accusée et forme bague autour de la colonne montante ; dans les deux premières travées sud, ils sont polygonaux ou ronds et moins proéminents avec un petit tore séparé d'un bandeau par une gorge et un filet, qui ne ceinture plus les colonnes destinées aux doubleaux ; du côté nord, ils sont munis d'un bec en accolade correspondant au filet des arcades. Les chapiteaux des colonnes hautes sont décorés de crochets et couronnés de tailloirs rectangulaires. Les grandes arcades en tiers-point sont décorées de boudins séparés par des gorges, mais leur profil offre également des variantes d'un côté à l'autre de la nef, et même d'une travée à l'autre : ainsi le petit tore, qui garnit l'intrados des arcs dans les deux dernières travées, est remplacé par un gros boudin orné d'un filet dans les trois premières du côté nord, et par une gorge du côté sud.
Un vaste parement d'environ 1 m 50 de haut, formé de trois assises de moyen appareil, sépare la clef des grandes arcades du cordon mouluré qui marque l'étage des fenêtres hautes, car il n'y a ni tribunes ni triforium. À ce niveau, un fort retrait du mur a permis au maître d'œuvre d'établir une galerie de circulation qui traverse l'étroite baie pratiquée au droit de la naissance des doubleaux et des ogives. Cette galerie est couverte par la large voussure qui encadre les petites fenêtres en tiers-point.
La nef est couverte de croisées d'ogives barlongues construites en pierres de petit appareil dans la dernière travée, et d'appareil moyen dans les autres. Les doubleaux sont garnis de deux tores séparés par une gorge ; les ogives, dont le départ est orné d'un congé, sont profilées d'un seul tore élégi de deux cavets ; quant aux formerets, leur boudin, qui borde la voussure couvrant le passage, repose sur des colonnettes couronnées de chapiteaux à crochets avec tailloirs rectangulaires ou polygonaux ; les nervures des trois premières travées n'ont pas de clef sculptée à leur rencontre tandis que celles des deux dernières aboutissent à une petite clef percée d'un trou.
Les bas-côtés, éclairés par des fenêtres en arc brisé étroites mais assez hautes, sont voûtés de croisées d'ogives semblables à celles du grand vaisseau, mais les doubleaux sont simplement chanfreinés, sauf celui bandé entre les première et deuxième travées méridionales, dont l'extrados est orné d'un boudin. Les nervures toriques, élégies de cavets, viennent buter contre de petites rosaces et, sous la tour, contre un trou de cloche. Les arcs de la voûte retombent, d'un côté, sur la grosse pile cylindrique et la colonnette engagée du côté du collatéral, et de l'autre sur un épais dosseret entouré de cinq colonnettes d'inégal diamètre. Dans les deux dernières travées du bas-côté nord, deux arêtes verticales séparent la colonne du doubleau de celle des ogives, et les tailloirs, dont deux sont placés de biais de part et d'autre de la colonne médiane, sont rectangulaires, alors que dans les trois autres travées, les arêtes ont disparu, et les tailloirs sont circulaires sauf celui de la colonne du doubleau, qui est polygonal.

Une petite chapelle, ajoutée au XVIe siècle, s'ouvre sur la quatrième travée du collatéral sud par un arc en tiers-point qui retombe, sur des culs-de-lampe ornés d'épais feuillages, d'animaux mutilés, d'un ange et d'un écusson aux armes de Jacques d'Albret, évêque de Nevers (1519-1539). 

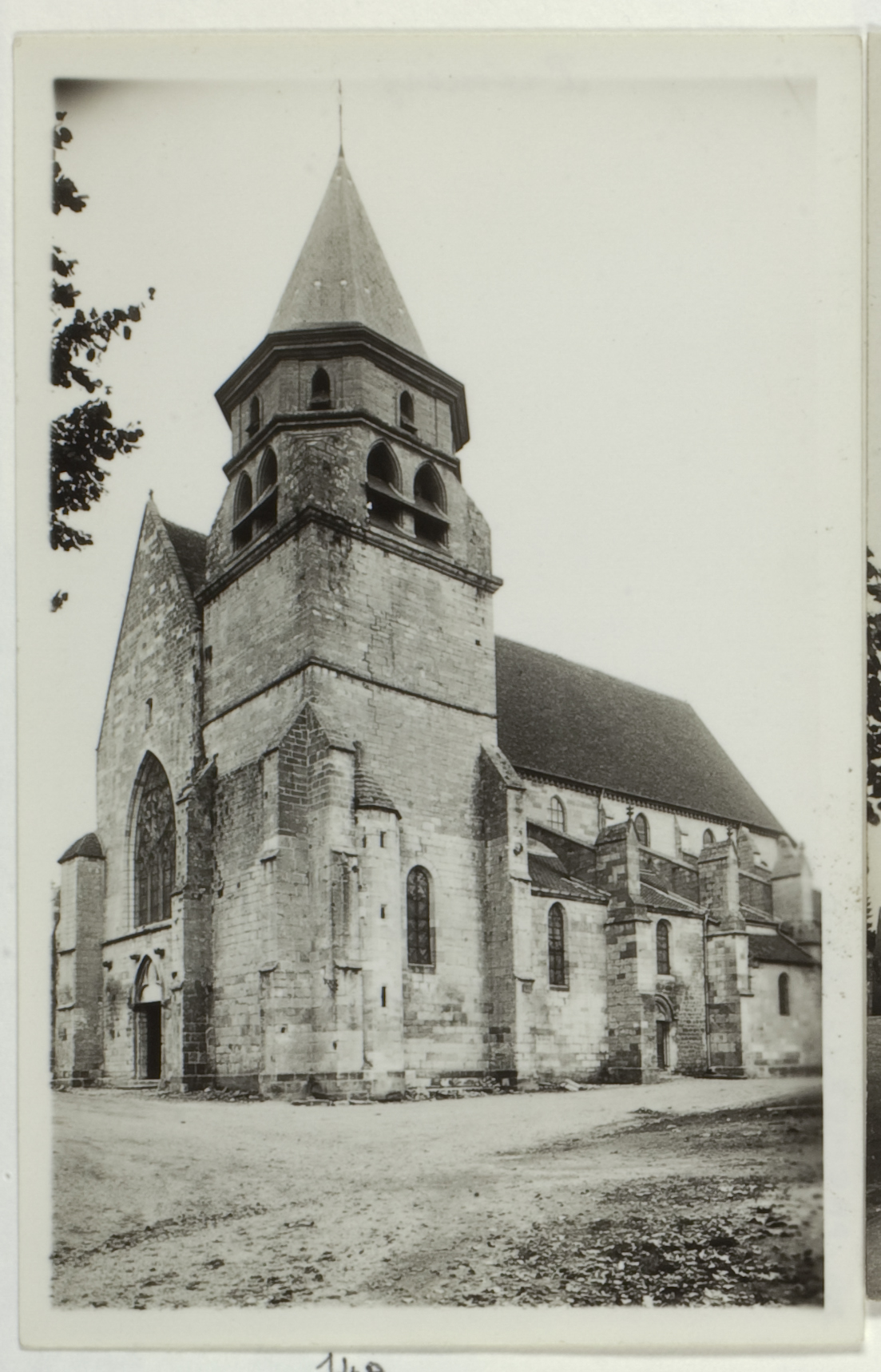
Vue sur le clocher de l'église.

Malgré des dimensions relativement modestes et une unité apparente de style, un examen attentif de l'ordonnance intérieure permet de reconnaître différentes campagnes de construction. Non seulement les premières travées de la nef et la façade sont postérieures de près d'un siècle au chevet, mais les deux côtés de la nef ne paraissent pas avoir été élevés absolument en même temps : c'est ce qui ressort des variantes faciles à observer dans le profil des bases à colonnes, des tailloirs, des rouleaux, des grandes arcades et dans la décoration des chapiteaux. Dans le chœur et les deux travées voisines, ces moulures et ces motifs d'ornement présentent les caractères du début du XIIIe siècle, alors que dans les parties occidentales ils accusent la fin de ce siècle. L'arrêt des travaux de la nef est d'ailleurs nettement indiqué par le décrochement de l'appareil entre la troisième et la quatrième travée, et par l'appareillage complètement différent des voûtes d'ogives.
Ces quelques variantes observées dans l'architecture et le décor, imputables à la durée des travaux, n'altèrent pas trop l'unité de style ; mais, entre la nef et le chevet, apparaissent des conceptions esthétiques différentes malgré la même ordonnance à deux étages, la même ampleur et la même hauteur. Aucun passage n'a été aménagé, nous l'avons vu, dans les murs plats de l'abside, alors qu'une galerie de circulation passe au niveau de la claire-voie peu élevée de la nef, rappelant celle de la cathédrale de Nevers, de même que les piles avec colonnes engagées sont de forme presque identique dans les deux églises. Toutefois l'élévation, la répartition des pleins et des vides sont différentes. C'est une impression de solidité, d'ampleur et de simplicité plutôt que de légèreté et de richesse qu'on éprouve en entrant dans la nef.

### Dimensions
- Longueur totale : 38 mètres ;
- Longueur de la nef : 29 mètres ;
- Largeur de la nef : 21 mètres ;
- Hauteur sous voûtes : 20 mètres[36].

## Mobilier

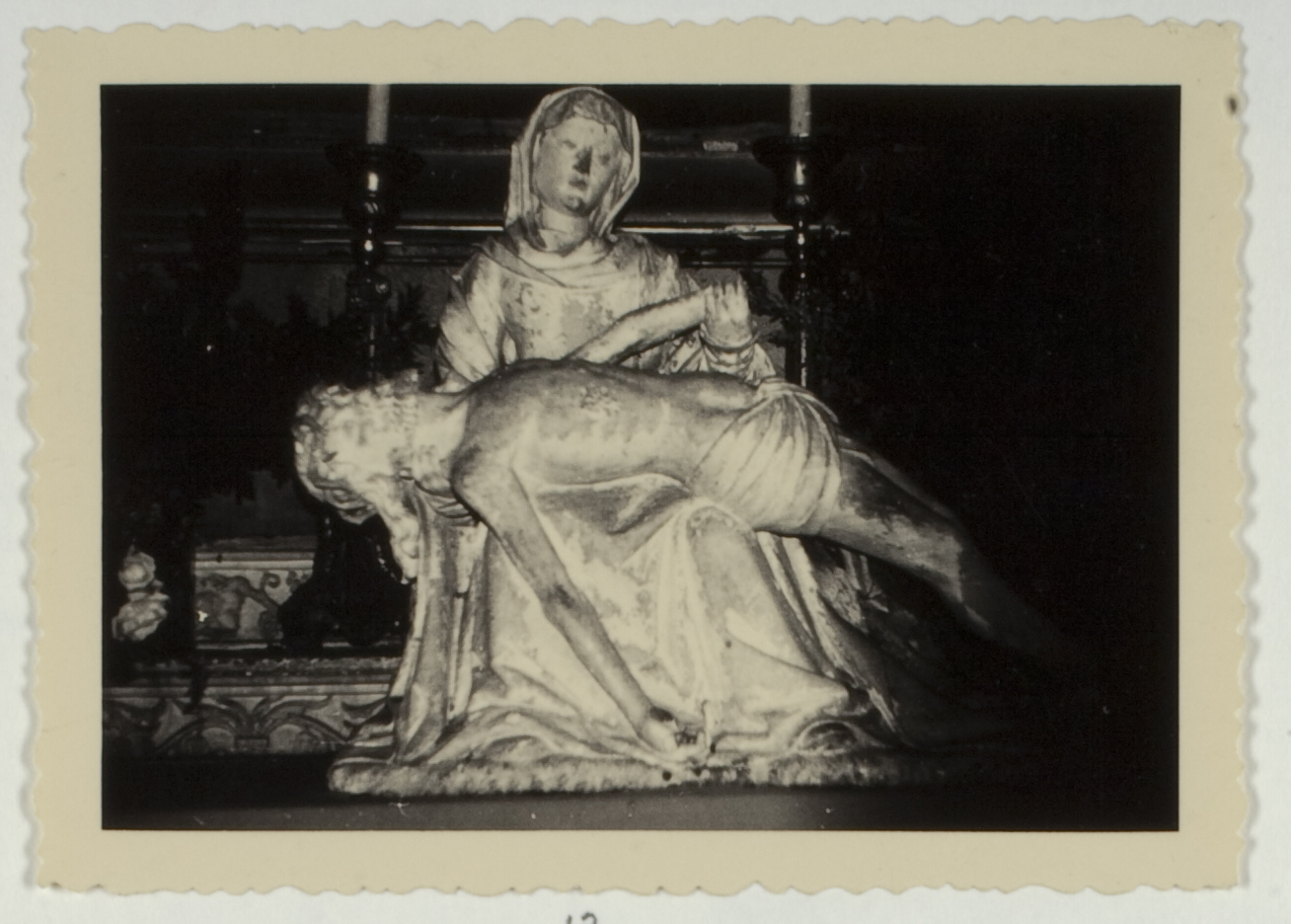
La pietà.

Plusieurs objets de l'église de Prémery sont classés au titre de Monuments Historiques :
- une pietà de la fin du XVe ou du début du XVIe siècle,  Classée MH (1973)[38] ;
- un tableau d'un martyr de 1838 (copie d'un original du XVIIe siècle),  Classé MH (1973)[39] ;
- un bénitier en fonte du XVIIIe siècle,  Classé MH (1973)[6] ;
- un tableau, La Vierge à l'Enfant dans les cieux, du XVIIe ou du XVIIIe siècle,  Classé MH (1973)[40].

D'autres éléments non classés sont présents dans l'église :
- deux sarcophages (probablement mérovingiens) retrouvés lors des fouilles de 1995 ;
- un chapiteau du XIe ou du XIIe siècle (avec entrelacs formés de corps de serpents) ;
- une statue en pierre de saint Jean l'évangéliste, de la fin du XVe ou du début du XVIe siècle ;
- des stalles en bois, dans la nef, du XVIIe siècle ;
- une peinture (fragment incrusté dans le mur du collatéral sud) représentant la Cène, du XVIe siècle ;
- un baldaquin en bois avec une peinture représentant deux anges portant les instruments de la passion, de la fin du XVe siècle ;
- un maître-autel consacré par l'évêque Dominique Augustin Dufêtre, le 2 février 1857.

## Protection
L'édifice est classé au titre des monuments historiques depuis 1840.

## Doyens
(liste non exhaustive) 
- 1499 : Jean de Fontenay[41] ;
- 1631 : Nicolas Dubois[42] ;
- 1687 : Roch Lasne[43] ;
- Mentionné entre 1701 et 1718 : Joseph Rabuteau ;
- Mentionné entre 1731 et 1747 : Antoine Laisné ;
- 1750 : Gontin de Ferrus[44].